# 大炊御門家信 (江戸時代の公卿)
大炊御門 家信（おおいのみかど いえこと）は、江戸時代後期の公卿。右大臣・大炊御門経久の三男。官位は従一位・右大臣。大炊御門家27代当主。仁孝天皇（120代）・孝明天皇（121代）・明治天皇（122代）の三朝に亘り仕えた。

## 経歴
大炊御門経久の三男として生まれたが、侍従大炊御門経長・左近衛権中将経尚の兄二人が早世したため、清華家大炊御門家の嫡男となった。文政2年（1819年）に叙爵してから清華家当主として早いスピードで昇進し、侍従・右近衛権少将・左近衛権中将などを歴任、文政11年（1828年）に元服し、天保2年（1831年）には従三位となり公卿に列する。
その後、踏歌節会外弁や権中納言を経て、安政元年（1854年）には権大納言に列した。安政5年（1858年）には日米修好通商条約へ勅許を出すことに反対するため、中山忠能・岩倉具視らと共に八十八卿の一人として抗議の列参をし、勅許を阻止した（廷臣八十八卿列参事件）。しかしそれが原因で同年井伊直弼による政治弾圧「安政の大獄」に連座する。文久3年（1863年）に右近衛大将・右馬寮御監となる。慶応3年（1867年）に内大臣、さらに右大臣に就任した。
明治元年（1868年）に任職を辞す。以降は政界を引退し、京都西殿町北側で暮らした。子の幾麿が侯爵に叙せられた。

## 年譜
- 1822年（文政5年）12月21日、従五位下に叙位
- 1823年（文政6年）8月28日、従五位上に昇叙
- 1824年（文政7年）
  - 2月13日、正五位下に昇叙
  - 6月4日、侍従に任官
- 1825年（文政8年）1月25日、従四位下に昇叙。侍従は留任。
- 1826年（文政9年）3月15日、従四位上に昇叙。侍従は留任。
- 1827年（文政10年）1月21日、正四位下に昇叙。侍従は留任。
- 1828年（文政11年）
  - 3月16日、元服し、禁色及び昇殿を聴される。
  - 12月18日、右近衛権少将に転任。
- 1831年（天保2年）
  - 5月19日、左近衛権中将に転任。
  - 6月14日、従三位に昇叙。左近衛権中将は留任。
- 1833年（天保4年）1月5日、正三位に昇叙。左近衛権中将は留任。
- 1848年（嘉永元年）5月18日、権中納言に転任。
  - 8月28日、従二位に昇叙。権中納言は留任。
- 1850年（嘉永3年）
  - 5月12日、正二位に昇叙。権中納言は留任。
  - 9月16日、不法乱行の罪により閉門差控。権中納言の官職を止められる。
- 1854年（嘉永7年）4月5日、権大納言に任官。
- 1857年 (安政4年)9月30日、安政の大獄に連座し、差扣。
- 1858年（安政5年）3月12日、廷臣八十八卿列参事件に参画。
- 1862年（文久2年）9月27日、内教坊別当を兼ねる。
- 1863年（文久3年）
  - 2月17日、敏宮（のちの桂宮）淑子内親王家別当を兼ねる。
  - 12月23日、右近衛大将・右馬寮御監を兼ねる。
- 1865年（元治2年）
  - 1月5日、内教坊別当・敏宮淑子内親王家別当を辞す。
  - 3月15日、参朝停止を解く。
- 1866年（慶応2年）
  - 12月5日、徳川慶喜、征夷大将軍宣下における上卿をつとめる。
  - 12月29日、亮陰伝奏を兼ねる。
- 1867年（慶応3年）
  - 9月27日、内大臣に転任。右近衛大将の兼任も留任。
  - 10月15日、国事御用掛を兼ねる。
  - 11月30日、右大臣に転任。右近衛大将の兼任も留任。
  - 12月9日、国事御用掛の廃止と共に、参朝停止となる。
- 1868年（慶応4年）
  - 1月16日、参朝停止を解く。
  - 5月24日、右大臣・右近衛大将を辞す。

※参考＝公卿補任、幕末明治重職補任　附諸藩一覧、東京大学史料編纂所データベース

## 系譜
- 父：大炊御門経久（1781 - 1859）
- 母：不詳
- 正室：伊嘉（1820 - ?）- 松下威久の娘
  - 長女：万喜 - 早世。
  - 次女：喜久 - 早世。
  - 長男：経宣（1844 - 1856）
- 側室：家女房
  - 五男：師前（1853 - 1926）- 廃嫡。子に一条実孝。
  - 五女：久子（1861 - ?）- 佛願寺僧侶・武田神哲の妻。
  - 七男：幾麿（1875 - 1919）
  - 六女：吉子（1875 - 1944） - 石山基則室
  - 八男：綾小路家政（1877 - 1920）- 馬が得意で明治天皇時代は主馬寮御用掛として上下から親しまれていたが、大正天皇付きの侍従となった以降は欝々とし大酒に浸るようになり、40代で亡くなった[2]。晩年に綾小路茂俊の養子となり子爵となる。妻の晨子は子爵石山基正の娘[3]。養子に護。
- 猶子
  - 慶光院盈子（1853 - 1933）
  - 奥有譲 - 京都・教音院の僧侶。養子に奥博愛。